# Isolia longistriata
Isolia longistriata is een vliesvleugelig insect uit de familie van de Platygastridae. De wetenschappelijke naam van de soort is voor het eerst geldig gepubliceerd in 1979 door Alekseyev.